# Batuz

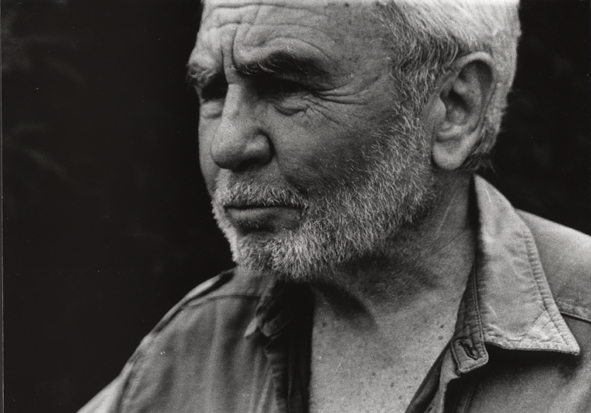
Porträt Batuz

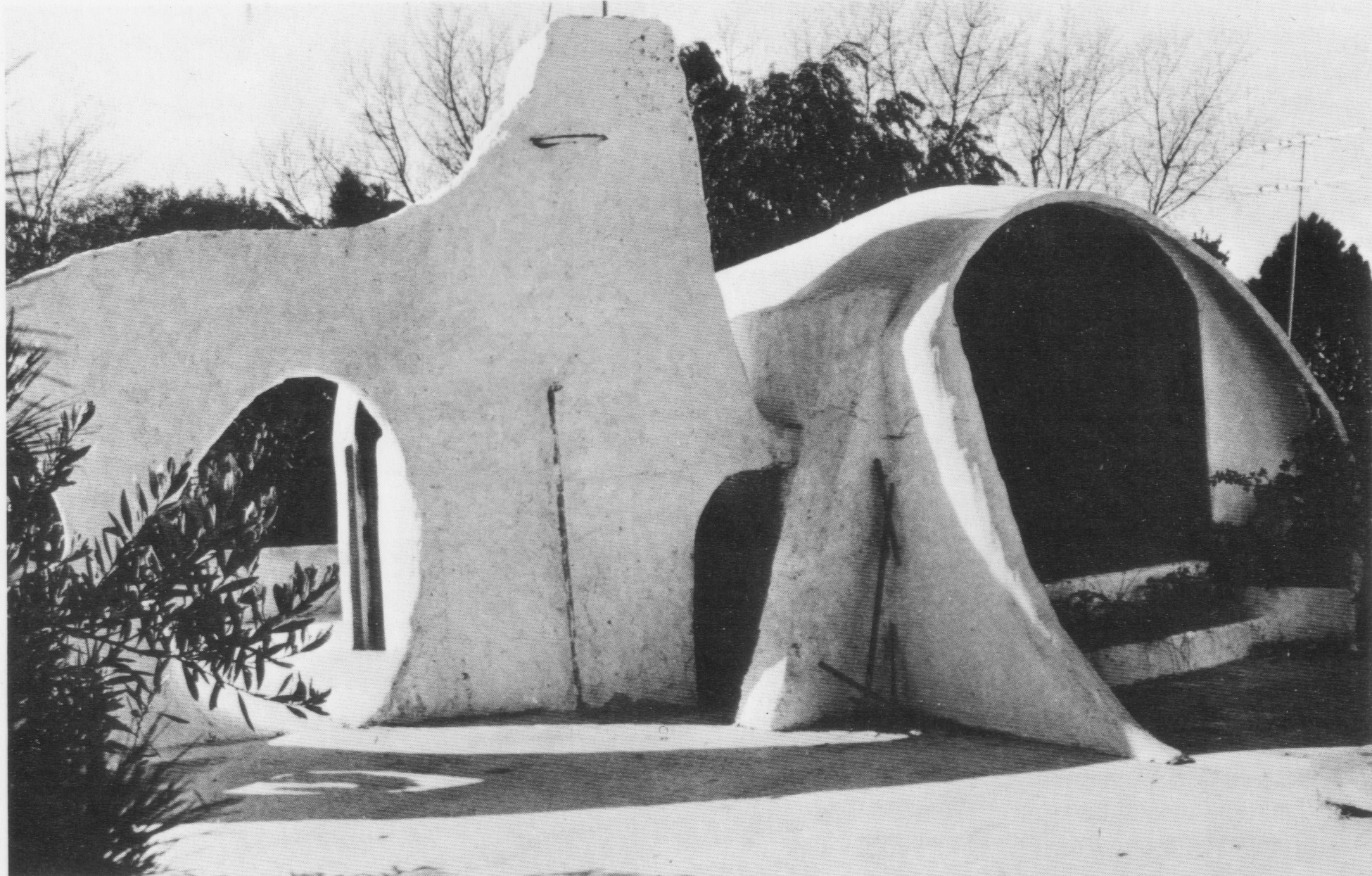
Villa Gesell, Argentinien

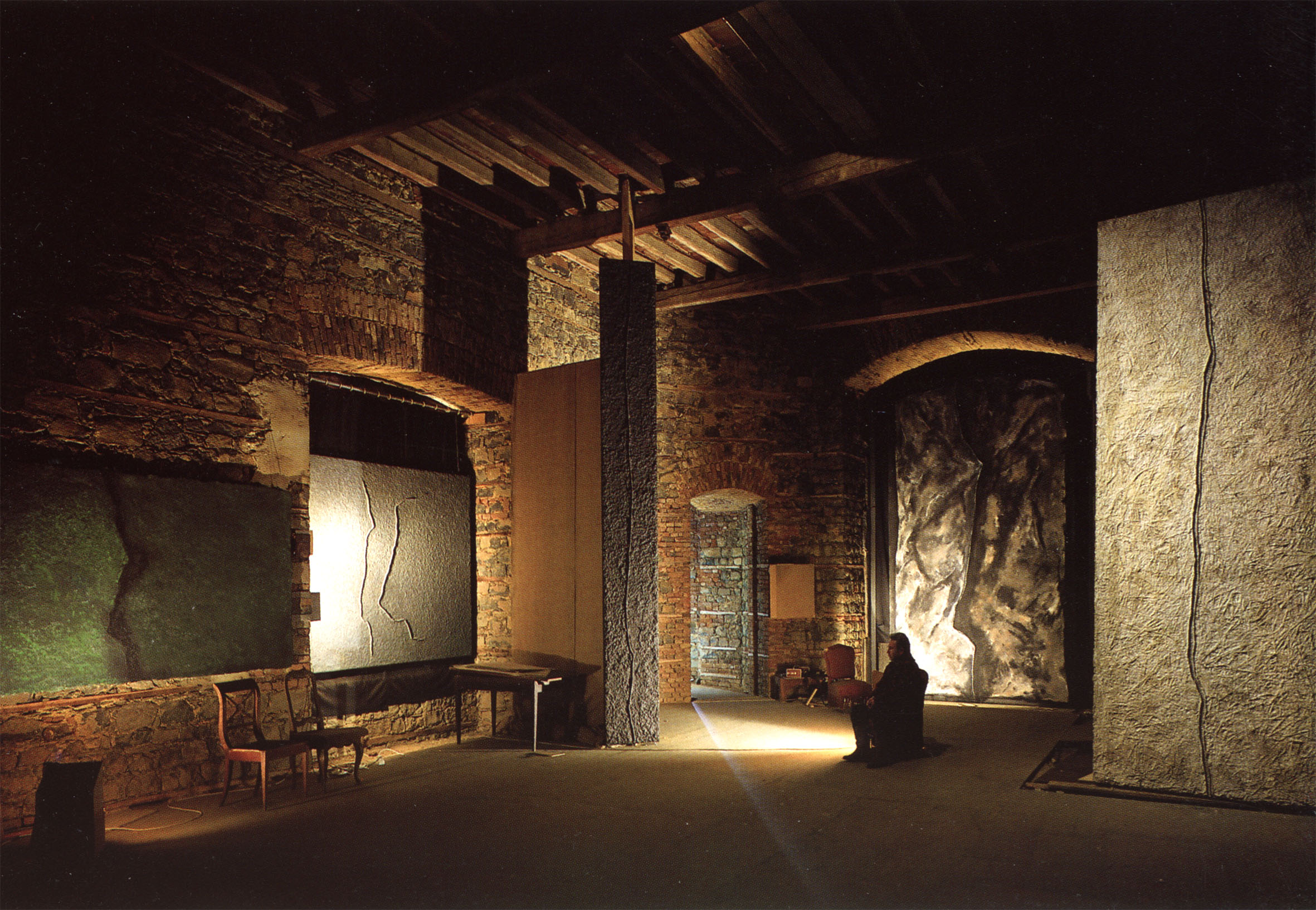
Batuz im Rittersaal von Schloss Schaumburg

Batuz (* 27. Mai 1933 in Budapest) ist ein US-amerikanischer Künstler, Philosoph, Kulturaktivist und Weltbürger. Er ist der Gründer der Société Imaginaire, einer Institution zur interkulturellen Kommunikation durch Kunst. Batuz' künstlerische Ideen werden durch verschiedene Stiftungen unterstützt, z. B. die Batuz Foundation USA, die Fundación Batuz Uruguay und die Stiftung „Helmets for Peace e.V.“.
Die Darstellung und Überwindung von Grenzen („no más fronteras“) ist das zentrale Thema im künstlerischen Werk des Künstlers Batuz. Es ergibt sich aus dem eigenen Erleben von Krieg, Flucht und Emigration und der damit verbundenen Überwindung von physischen Grenzen. Auch wenn Batuz mit vielen verschiedenen Medien arbeitet, bleibt seine Vision dabei stets die einer koexistierenden, friedlichen Welt, in der die Gemeinschaft der Menschen miteinander kommuniziert, unabhängig von Stellung oder Besitz. Ausgehend von einer abstrakten Welt versucht Batuz, praktische Ergebnisse zu erzielen und durch seine visuelle Welt eine neue Realität zu schaffen, die die Unterschiede zwischen den Menschen aufhebt.

## Leben
Batuz (Miklós Maar) wurde als Sohn eines ungarischen Gutsherrn geboren und verbrachte seine Kindheit auf dem Landgut der Familie in Mátraderecske bei Pétervására in Ungarn. Kurz vor dem Ende des Zweiten Weltkriegs (1944/45) floh die Familie vor der Roten Armee nach Österreich und kehrte nie wieder nach Ungarn zurück.
Die Familie lebte in Flüchtlingslagern und emigrierte im Jahre 1949 nach Argentinien. Dort begann Batuz als Autodidakt in einem naturalistischen Stil zu malen, er kopierte alte Meister und Impressionisten, um zum Familienunterhalt beizutragen. Er betrieb aber auch Studien in Ästhetik und Philosophie und wurde stark durch José Ortega y Gasset beeinflusst.
Im Jahre 1961 heiratete er Ute Mattel, die Enkelin des Komponisten Anton von Webern, das Ehepaar bekam drei Söhne und eine Tochter. 1973 übersiedelte Batuz mit seiner Familie in die USA.

## Wichtige Stationen seiner künstlerischen Arbeit

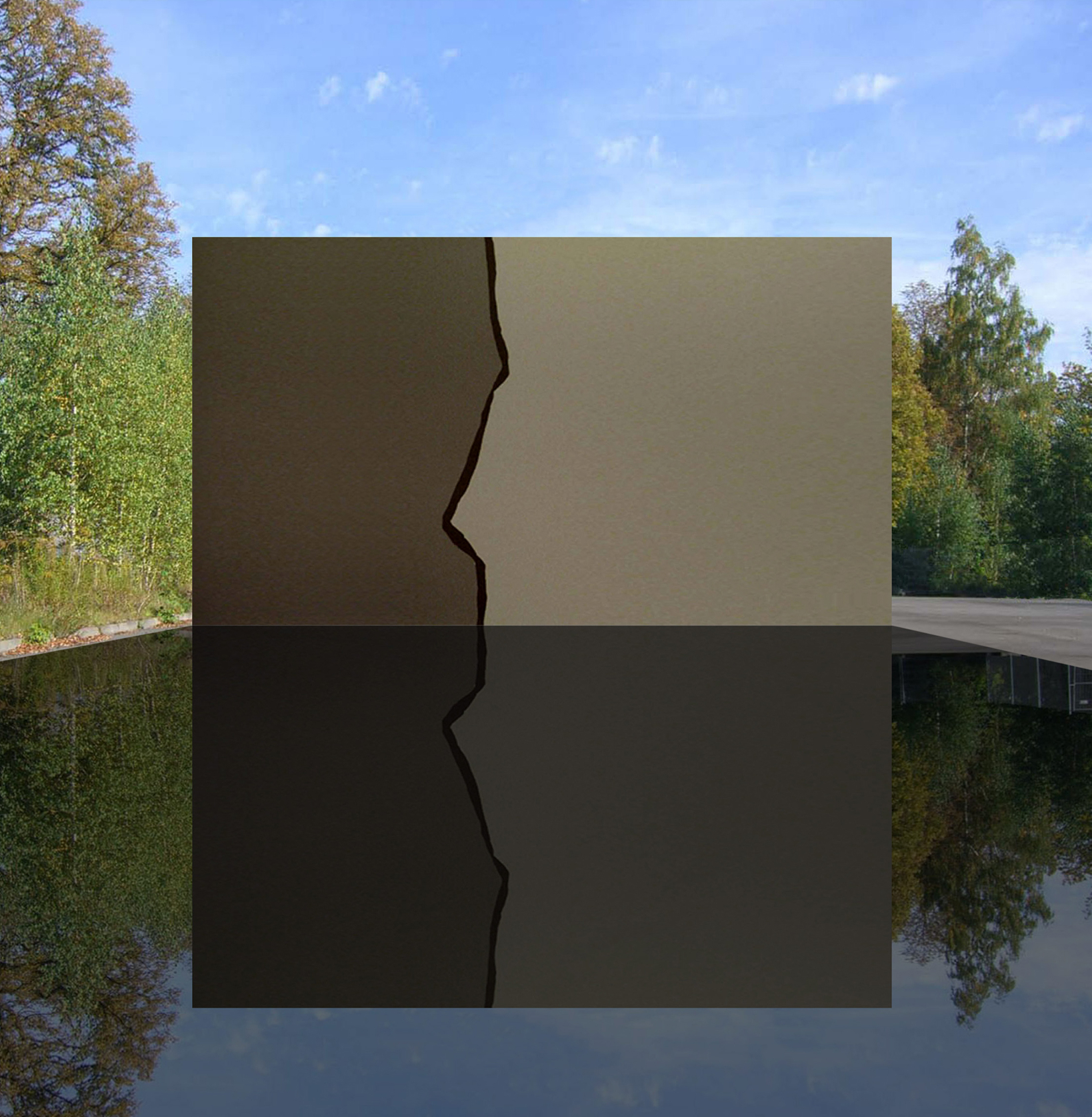
Anti-Mauer-Projekt Berlin

- Villa Gesell, Argentinien (1964–1972)

Im Küstenort Gesell im Süden Argentiniens baute er 1969 sein Atelier auf und gründete das Künstlerzentrum "Villa Gesell", um Maler, Schriftsteller, Bildhauer und Musiker zusammenzubringen.
Er wandte sich immer mehr in Richtung Abstraktion. Die „Interrelation of Forms“ (Wechselbeziehung der Formen) wurde zum Leitmotiv seiner künstlerischen Arbeiten.
- USA (1973–1983)

Einrichtung im Studio Greens Farms und Veröffentlichung seiner Arbeiten in sogenannten Portfolios. 1976 besuchte er Oskar Kokoschka in dessen Haus in Villeneuve, Ausgabe des Portfolio "Hommage to America", Übersiedlung nach Franton Court.
- Schloss Schaumburg, Deutschland (1984–1989)[2]

Hier entwickelte er das Konzept seiner „Société Imaginaire“, das erste Treffen fand 1987 im Schloss Schaumburg statt.
- Kloster Altzella bei Nossen, Deutschland (1993–2005)

Das Projekt "no más fronteras" wurde im Jahr 2002 über die deutsch-polnischen Grenze an der Lausitzer Neiße mit Unterstützung des früheren Generalinspekteurs Hans-Peter von Kirchbach realisiert. Die Grenze zwischen den beiden Staaten wurde dabei mit Zivilisten und Militärs symbolisch überwunden.
- Villa X in Chemnitz wird sein neues Hauptquartier (seit 2005), Zusammenarbeit mit Michael Morgner[3].

## Kunst-Projekte
- Gründung der „Société Imaginaire“ – ein globales Kunstprojekt für den Frieden (1984)[4]

Mitglieder der Société Imaginaire sind u. a. Stanford Anderson, Patricio Aylwin, Misael Pastrana Borrero, Michel Butor, Lucio Cáceres, Fernando Henrique Cardoso, Javier Carrau, Hans Magnus Enzensberger, Alberto Guani, Toshio Hara, Seamus Heaney, Olga M. Hirshhorn, Bruce Kaiser, Timothy Keating, Hans-Peter von Kirchbach, John C. Kornblum, Oscar P. Landmann, Arthur Miller, Henry A. Millon, Czesław Miłosz, Enrique Molina, Inge Morath, Álvaro Mutis, Octavio Paz, Nazir Peroz, Dieter Ronte, Julio María Sanguinetti, Hans Ulrich Spohn, Mark Strand.
- Das Anti-Mauer-Projekt für Berlin (zusammen mit Stanford Anderson und Wenjun Ge) auf dem Ernst-Reuter-Platz vorgesehen, wurde nicht verwirklicht (1984).
- no más fronteras – länderverbindendes Kunstprojekt zwischen Deutschland und Polen an der Lausitzer Neiße bei Pieńsk – Rothenburg (2002)[7]
- Helmets for Peace (Helme für den Frieden) – ein grenzüberschreitendes Kunstprojekt, eine 4 × 8 m große Installation aus blau-gelben Farbflächen mit 139 Stahlhelmen, ursprünglich in Chemnitz (2007), z. Z. im Militärhistorischen Museum Dresden[8][9]

## Werke
- Batuz (mit D. Ronte, R. A. Kuchta und C. Heigl): Works in Paper, New York, Rizzoli International Publications, 1981.

Seine Bilder und Installationen befinden sich in vielen öffentlichen Museen der Welt:
- Bayerische Staatsgemäldesammlungen, München
- Wallraf-Richartz-Museum und Museum Ludwig, Köln
- Nationalgalerie Berlin, Staatliche Museen Preußischer Kulturbesitz, Berlin
- Kunsthalle Nürnberg
- Museum Moderner Kunst, Wien
- Kunsthaus Zürich
- Caixa de Pensions, Barcelona, Spanien
- Museo de Arte Contemporáneo, Madrid
- Museu Calouste Gulbenkian, Lissabon
- Solomon R. Guggenheim Museum, New York
- National Gallery of Art, Washington D.C., USA
- Indianapolis Museum of Art, Indianapolis, USA
- Museu de Arte de São Paulo
- Museu de Arte Moderna do Rio de Janeiro
- Museo de Arte Moderno de Buenos Aires
- Museo Nacional de Artes Visuales, Montevideo
- Museo Nacional de Bellas Artes (Chile), Santiago de Chile
- Hara Museum of Contemporary Art, Tokio

## Ausstellungen (Auswahl)
- Schaumburg Ausgabe I bis III
- Projekt für Berlin 1984
- Berlin Meeting 1991
- Société Imaginaire St. Augustin
- Kennedy Center 1995
- Falkland-Inseln – Provinz Tucuman, 2000 (Altzella)
- Société Imaginaire im Chemnitzer Rathaus
- Inge Morath und die Société Imaginaire
- Altzella I und II
- Premio Schering
- Malerei im Dom zu Meißen (2009)[10]
- Gulbenkian Lissabon
- Caixa de Pensions, Barcelona
- Phillips Collection Washington, D.C.